# Busanella
Busanella is een plaats (frazione) in de Italiaanse gemeente Carpineti.